# Groupage d'autobus

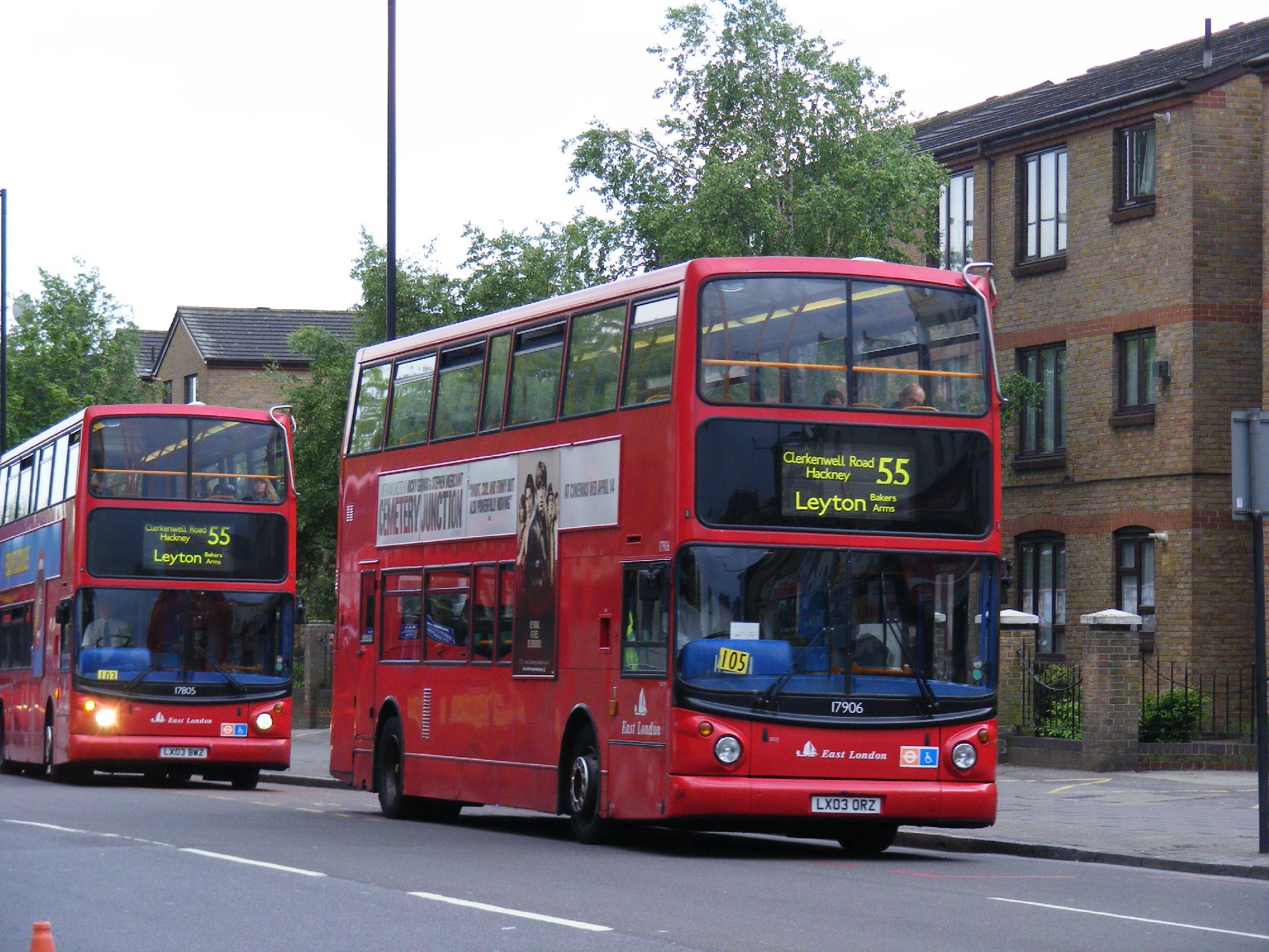
Deux bus londoniens l'un derrière l'autre sur un même itinéraire.

Le groupage d'autobus ou regroupement de bus est le phénomène par lequel deux autobus devant circuler sur une même ligne à plusieurs minutes d'intervalle finissent parfois par se suivre immédiatement, le premier en retard sur l'horaire prévu et plus plein que d'habitude, le second à l'heure ou en avance et moins rempli qu'ordinairement.

## Origine
Le regroupement est une perturbation de la régularité de la circulation des bus par l'entrée de l'un d'eux dans une rétroaction positive : quand un véhicule prend un certain retard d'origine quelconque, l'affluence des usagers augmente pendant ce temps aux arrêts qu'il doit encore atteindre, de sorte que l'embarquement plus long retarde encore ce véhicule. Plus plein que prévu, il peut également perdre du temps à débarquer davantage de passagers par la suite. Inversement, et dans le même temps, le bus qui le suit trouve moins de passagers à faire monter, peu de temps s'étant écoulé depuis le précédent passage. En outre, il a probablement ensuite moins d'usagers à faire descendre. Ceci lui permet d'aller plus vite, ou au moins de maintenir le rythme prévu, jusqu'à parfois rejoindre son collègue.

## Effets
En bout de ligne, la réitération des groupages successifs sur un même itinéraire conduit à une réduction de la fréquence des passages aux arrêts, les bus se suivant l'un l'autre agissant finalement comme des véhicules uniques certes plus capacitaires, mais surtout plus rares et jamais à l'heure. Ceci peut réduire la qualité du service de transport offert aux usagers.

## Traitement
Une régulation de ce phénomène peut être obtenue par un dépassement du véhicule de tête par le second, ce qui équilibre entre les deux bus la charge et les temps d'arrêt aux stations. Une telle régulation peut être mise en œuvre si les départs ont été proches à dessein, afin d'augmenter la capacité globale de la mission[réf. nécessaire].